# Vitko
Vitko je moško osebno ime.

## Izvor imena
Ime Vitko je izpeljano iz imena Vitomir.

## Pogostost imena
Po podatkih Statističnega urada Republike Slovenije je bilo na dan 31. decembra 2007 v Sloveniji 57 oseb z imenom Vitko.

## Osebni praznik
Vitko lahko goduje takrat kot Vitomir.